# Elizabeth Cohen
Elizabeth Cohen es una periodista de televisión estadounidense de CNN. Es la corresponsal médica principal de la cadena y aparece en varios programas.
Cohen ganó un premio Hearst durante su etapa en Times Union. Obtuvo el premio Sigma Delta Chi de la Sociedad de Periodistas Profesionales y el National Headliner Award por el reportaje «A Lesson Before Dying» en 2006. Fue galardonada por el Club de Mujeres Periodistas de Nueva York y la Asociación de Periodistas Negros de Nueva York por el reportaje «African-Americans and Bone Marrow Transplants» y con los Premios de Salud Mental de los Medios de Comunicación  en 2007 por su labor informativa. En 2008 también ganó un Premio Gracie por el reportaje «¿Dónde está Molly?».